# Touch (專輯)
『touch』是日本男性偶像團體NEWS的第1張專輯作品。

## 概要
此專輯收錄了由首張出道單曲『NEWS NIPPON』至第3張單曲『珍惜』。完全初回限定盤包括了特典DVD及收錄了14首歌曲。而通常盤收錄了Bouns Track，共16首歌曲。

## 收錄曲
1. 希望~Yell~
  - 作詞・作曲・編曲: 井手コウジ
  - TBS電視台及富士電視台『雅典奧運排球世界最終預選』形象歌曲
2. 奔向燦爛的彼方
  - 作詞・作曲・編曲: 酒井ミキオ
3. 火紅燃燒的太陽
  - 作詞: Satomi、作曲・編曲: Shusui, Stefan Engblom, Axel Belinder、編曲: 中西亮輔, Shusui, Stefan Engblom, Axel Bellinder、Poetry: 山下智久
4. I・ZA・NA・I・ZU・KI
  - 作詞: 近藤ナツコ、作曲: Joey Calbone, David Kater, Jay Condiotti、編曲: 鈴木Daichi秀行
5. LOVE SONG
  - 山下智久獨唱歌曲
  - 作詞・作曲: 山下智久、編曲: HIKARI
  - 在All Night Nippon的2005年4月25日中，山下透露此曲是在高校一年生時候，和朋友對話作基礎而製作的歌曲。
6. 永遠
  - 増田貴久及手越祐也的合唱歌曲
  - 作詞: 近藤ナツコ、作曲: 上野浩司、編曲: h-wonder
7. High TEN!
  - 小山慶一郎、増田貴久、加藤成亮及草野博紀的合唱歌曲
  - 作詞: 稀月真皓、作曲・編曲: 前嶋康明
8. 為愛燃燒
  - 錦戸亮、手越祐也及草野博紀的合唱歌曲
  - 作詞: 稀月真皓、作曲・編曲: Shusui, Henric Uhrbom, Julius Bengtsson
9. 疾走!Friday Night
  - 錦戸亮及内博貴的合唱歌曲
  - 作詞・作曲: 松木泰二郎（スクービードゥー）、編曲: スクービードゥー
10. Say Hello
  - 作詞: ARCHIBOLD, 阿閉真琴, 春和文、作曲: ARCHIBOLD、編曲: PE'Z
11. 珍惜
  - 作詞・作曲・編曲: 福士健太郎
12. 不變的溫柔
  - 作詞・作曲: Ryoji（ケツメイシ）、編曲: NAOKI-T
13. NEWS NIPPON
  - 作詞: KNM PROJECT、作曲・編曲: 馬飼野康二
  - 因成員由9人變成8人關係重新錄音，並重新編排獨唱段。
14. 有多少夢就有多少愛 (A cappella version)
  - 作詞: zopp、作曲: Larry Forsberg, Sven-inge Sjoberg, Lennart Wastesson、編曲: 高橋哲也
  - 完全版本收錄於單曲『TEPPEN』中。
15. Stand Up (Rock version) (收錄於通常盤)
  - 作詞・作曲：Richard Fairbrass, Christopher Fairbrass, Clyde Ward、日本語詞: 黒須チヒロ、編曲: 中西亮輔
  - 重新編曲版本。
16. 珍惜 (Ryoji Remix) (收錄於通常盤)
  - 重新編曲版本。

- BONUS DVD

1. PRIVATE MOVIE - 收綠在2004年9月進行的《NEWS私人派對》計劃。把成员的鏡頭角度机設定为"妳"而進行約會，及談論今後的夢想。
2. CONCERT - 收錄2005年初春舉行的「NEWSnowCONCERT」內，「有多少夢就有多少愛」的演唱情況。
3. MESSAGE - 收錄各成員對首次推出大碟的感想。

## 外部連結
1. CD Universe（页面存档备份，存于）